# 露丝撞击坑
露丝（英語：Ruth）是金星上的一个撞击坑，对该撞击坑的了解，主要基于麦哲伦探测器所提供的数据，据估测其直径为18.5公里（11.5英里）、标高6051.365公里（3760.144英里）。